# Alexander Courage
Alexander Courage   (Filadèlfia, 10 de desembre de 1919 - Pacific Palisades, 15 de maig de 2008) fou un veterà compositor de bandes sonores nord-americà famós per -entre altres coses-, ser el creador del música de Star Trek, tema musical de la sèrie original.
Es va diplomar en la "Eastman School of Music" el 1941, i aviat es va convertir en un dels més prestigiosos arranjadors de Hollywood, encara que com compositor en solitari mai ha estat considerat un dels grans. La carrera de Courage com a compositor i arranjador de música per a cinema i televisió es va estendre des de finals de la dècada de 1950 fins al nou mil·lenni. A la dècada de 1960, Courage va treballar en altres sèries de televisió d'èxit com The Seaview i Lost in Space. Des de mitjans de la dècada de 1980, va treballar com a arranjador de bandes sonores de pel·lícules, incloent per Jerry Goldsmith i John Williams. Al llarg de la seva carrera, Courage ha estat nominat dues vegades a un Oscar, i també va ser guardonat amb un Emmy el 1988.
Es va fer mundialment famós per la melodia temàtica de la sèrie Starship Enterprise, que va compondre en només una setmana el 1965. El 1987 va fer la música de Superman per al film Superman IV.
Alexander Courage va morir el 15 de maig de 2008 en una residència de jubilats a Pacific Palisades/Los Angeles.

## Filmografia (selecció)
Films
Compositor
- 1956: Hot Rod Girl
- 1956: El pistoler esquerrà (The Left Handed Gun) (Noia de canya calenta)
- 1958: Day of the Outlaw (La pistola esquerrana)
- 1963: Follow the Boys (Segueix els nois)
- 1964: The Pleasure Seekers (Els cercadors de plaer)
- 1964: The Unsinkable Molly Brown (La insubmergible Molly Brown )
- 1987: Superman IV – The Quest for Peace (Superman IV – La recerca de la pau)

Arranjador
- Crime Scene: (Escena del crim) (1949)
- Poseidon's Adventure (L'aventura de Posidó) (1972)
- The Island of Doctor Moreau (L'illa del doctor Moreau) (1977)
- Basic Instinct (Instint bàsic) (1992)
- Jurassic Park (Parc Juràssic) (1993)
- First Knight (1995)
- Star Trek: First Contact (1996)
- Air Force One (Air Force One) (1997)
- L. A. Confidential (1997)
- Star Trek: Insurrection (1998)
- The Bewitchment (The Haunting (La casa infernal)) (1999)
- The 1999 Warrior (13)
- The Mummy (1999)
- Hollow Man (L'home sense ombra)(2000)

TV
- 1964: Voyage to the bottom of the sea
- 1966: Lost in Space Lost in Space (sèrie de televisió de 1965)
- 1966: Star Trek
- 1972: The Waltons

## Premis i nominacions
Premis Emmy
- Nominat per Liberty Weekend el 1986.
- Nominació a l'Emmy per Medical Center (episodi TV) el 1973
- Nominació a l'Emmy per Liberty Weekend (pel·lícula per a televisió) el 1987
- Guanyador per Julie Andrews: The Sound of Christmas (amb Ian Fraser, Chris Boardman i Angela Morley) (pel·lícula per a televisió) el 1987

- Premis Oscar
- Nominat per The Pleasure Seekers (A la recerca de l'amor) el 1964
- Nominació a l'Oscar per Tres noies a Madrid el 1966
- Nominat per Dr.Doolitle el 1967